# Parafia św. Maksymiliana Kolbego w Częstochowie
Parafia św. Maksymiliana Marii Kolbego w Częstochowie – rzymskokatolicka parafia w Częstochowie należąca do dekanatu św. Wojciecha BM w Częstochowie w archidiecezji częstochowskiej.

## Historia
14 maja 1982 roku biskup Stefan Bareła powołał w miejscu dzisiejszej parafii wikariat terenowy.
Pierwszą mszę świętą (pasterkę) odprawiono tu 25 grudnia 1983 roku pod gołym niebem przy krzyżu. Od 1 stycznia 1984 odprawiano regularne msze święte. W kwietniu 1984 r. rozpoczęto budowę domu katechetycznego z miejscem na kaplicę mszalną i mieszkania dla księży. W czasie pasterki w 1985 kaplicę poświęcił biskup Stanisław Nowak. 12 marca 1987 biskup Nowak wydał dekret erekcyjny powołujący do istnienia parafię pw. św. Maksymiliana Marii Kolbe w Częstochowie. Pierwszym proboszczem został mianowany organizator życia parafialnego od podstaw – ks. Stanisław Jasionek. 8 listopada 1990 r. parafia otrzymała pozwolenie na budowę kościoła. Po zatwierdzeniu projektu, w roku 1992 rozpoczęto budowę świątyni.
24 września 1994 r. pierwszego proboszcza ks. Stanisława Jasionka zastąpił ks. Gabriel Maciejewski. Nowy proboszcz w pierwszym słowie do wiernych zobowiązał się do jak najszybszego wybudowania kościoła. 6 czerwca 1996 r. W uroczystość Bożego Ciała, ks. Arcybiskup dokonał wmurowania aktu z kamieniem węgielnym w nowym kościele. Pierwszą odprawioną Mszą świętą w nowym kościele była już tradycyjnie pasterka 25 grudnia 1998 r. 18 marca 2002 r. ks. Arcybiskup Stanisław Nowak dokonał uroczystej Konsekracji kościoła. W ołtarzu wmurowane zostały relikwie św. Maksymiliana. Ojcowie Franciszkanie przekazali również pośrednie relikwie tj. cząstkę habitu św. Maksymiliana.
W 2014 roku ukończono budowę i oddano do użytku nowe 19-głosowe organy piszczałkowe.

## Duszpasterze
- ks. Stanisław Jasionek (1982 – 1994)[1]
- ks. prał. Gabriel Maciejewski (1994 – 2025)[1]
- ks. dr Wojciech Torchalski (2025– )[1]